# San Julián (kommun)
San Julián är en kommun i Mexiko.   Den ligger i delstaten Jalisco, i den centrala delen av landet, 400 km nordväst om huvudstaden Mexico City. Antalet invånare är 26 000.
Följande samhällen finns i San Julián:
- San Julián
- Colonia Veintitrés de Mayo
- El Puerto de Amolero